# Antonio D'Alessio
Antonio D'Alessio (Salerno, 5 dicembre 1964) è un politico italiano.

## Biografia
In seguito alle elezioni amministrative del 2011 diventa consigliere comunale a Salerno, con la lista "Campania Libera" come parte della maggioranza del sindaco Vincenzo De Luca. Nel corso del suo mandato ricopre la carica di Presidente del Consiglio comunale.
Alle amministrative del 2016 viene riconfermato consigliere comunale nella coalizione di Vincenzo Napoli.
A novembre 2020 aderisce ad Azione, il partito dell'ex Ministro dello sviluppo economico Carlo Calenda, diventando il coordinatore regionale in Campania. A dicembre dello stesso anno, insieme ad altri cinque consiglieri, lascia la maggioranza e aderisce al nuovo gruppo "Oltre".
Mantiene l'incarico di coordinatore regionale Campano fino al congresso del 2022. A gennaio dello stesso anno diventa coordinatore provinciale a Salerno, ricropendo l'incarico per pochi mesi fino ad ottobre, venendo succeduto da Luigi Casciello.
In occasione delle elezioni politiche anticipate del 25 settembre 2022 viene candidato alla Camera dei deputati, per la lista Azione - Italia Viva nel collegio plurinominale Campania 2 - 02 in seconda posizione, venendo eletto deputato per via della multicandidatura della prima in lista Mara Carfagna, eletta in Puglia.